# پائولو تیرالونگو
پائولو تیرالونگو (ایتالیایی: Paolo Tiralongo؛ زادهٔ ۸ ژوئیهٔ ۱۹۷۷) دوچرخه‌سوار اهل ایتالیا است.

## باشگاهی
از باشگاه‌هایی که در آن رکاب زده‌است می‌توان به تیم یوای‌ئی امارات، تیم آستانه، فاسا بورتولو، و باردیانی–سی‌اس‌اف اشاره کرد.